# Archidiocèse de Melbourne
L'archidiocèse de Melbourne est une juridiction de l'Église catholique en Australie. Il a été érigé canoniquement en diocèse en 1847 comme suffragant de l'archidiocèse de Sydney, et élevé en archidiocèse en 1874. La cathédrale Saint-Patrick de Melbourne est le siège de l'archidiocèse, dont le titulaire est l'archevêque Peter Andrew Comensoli depuis 2018.

## Suffragants
- Diocèse de Ballarat (en)
- Diocèse de Sale (en)
- Diocèse de Sandhurst (en)
- Éparchie ukrainienne catholique des Saints Pierre et Paul (en) attachée mais sujette directement au Saint-Siège

## Archevêques
- James Alipius Goold (1874-1886)
- Thomas Carr (1886-1917)
- Daniel Mannix (1917-1963)
- Justin Simonds (1963-1967)
- James Robert Knox (1967-1974)
- Frank Little (1974-1996)
- George Pell (1996-2001)
- Denis James Hart (2001-2018[1])
- Peter Andrew Comensoli (depuis 2018[1])

## Églises importantes
L’église principale de l’archidiocèse est la cathédrale Saint-Patrick de Melbourne, qui a également le titre de basilique mineure depuis 1974.
Le territoire de l’archidiocèse compte deux autres basiliques mineures :
- la basilique Notre-Dame-des-Victoires de Camberwell, nommée en 1996[4] ; et
- la basilique Sainte-Marie-des-Anges de Geelong, nommée en 2004[5].

On y trouve également deux églises qualifiées de « sanctuaire national » avant la publication de la définition officielle, que la Conférence des évêques catholiques australiens semble malgré tout considéré comme tel :
- le sanctuaire Sainte-Thérèse-de-Lisieux de Kew[6] ; et
- le sanctuaire Notre-Dame-du-Mont-Carmel de Middle Park[7].

Le site gcatholic.org ajoute également à cette liste le sanctuaire Saint-Antoine de Hawthorn, mais rien ne vient cependant confirmer cela.